# Sant (distrikt i Mongoliet, Övörchangaj)
Sant (mongoliska: Сант Сум, Сант, Sant Sum) är ett distrikt i Mongoliet.   Det ligger i provinsen Övörchangaj, i den centrala delen av landet, 300 km sydväst om huvudstaden Ulaanbaatar.